# Pontecesures
Pontecesures (Spanisch: Puentecesures) ist eine galicische Gemeinde in der Provinz Pontevedra im Nordwesten Spaniens mit 3.088 Einwohnern (Stand: 2024). 

## Bevölkerungsentwicklung der Gemeinde
Legende: Puentecesures___Pontecesures

## Gliederung
Die Gemeinde ist in die folgenden Parroquias gegliedert:
- Pontecesures

## Wirtschaft
| Ackerbau, Viehzucht und Fischerei                                                  | 022   | 01,52  |
| Industrie                                                                          | 0457  | 031,47 |
| Bauwirtschaft                                                                      | 0101  | 06.96  |
| Dienstleistungsbetriebe                                                            | 0872  | 060,06 |
| Total                                                                              | 1.452 | 100,00 |
| * Daten aus dem Statistischen Amt für Wirtschaftliche Entwicklung in Galicien, IGE |       |        |